# 57º Grupo Escoteiro do Ar: Capitão Lemos Cunha

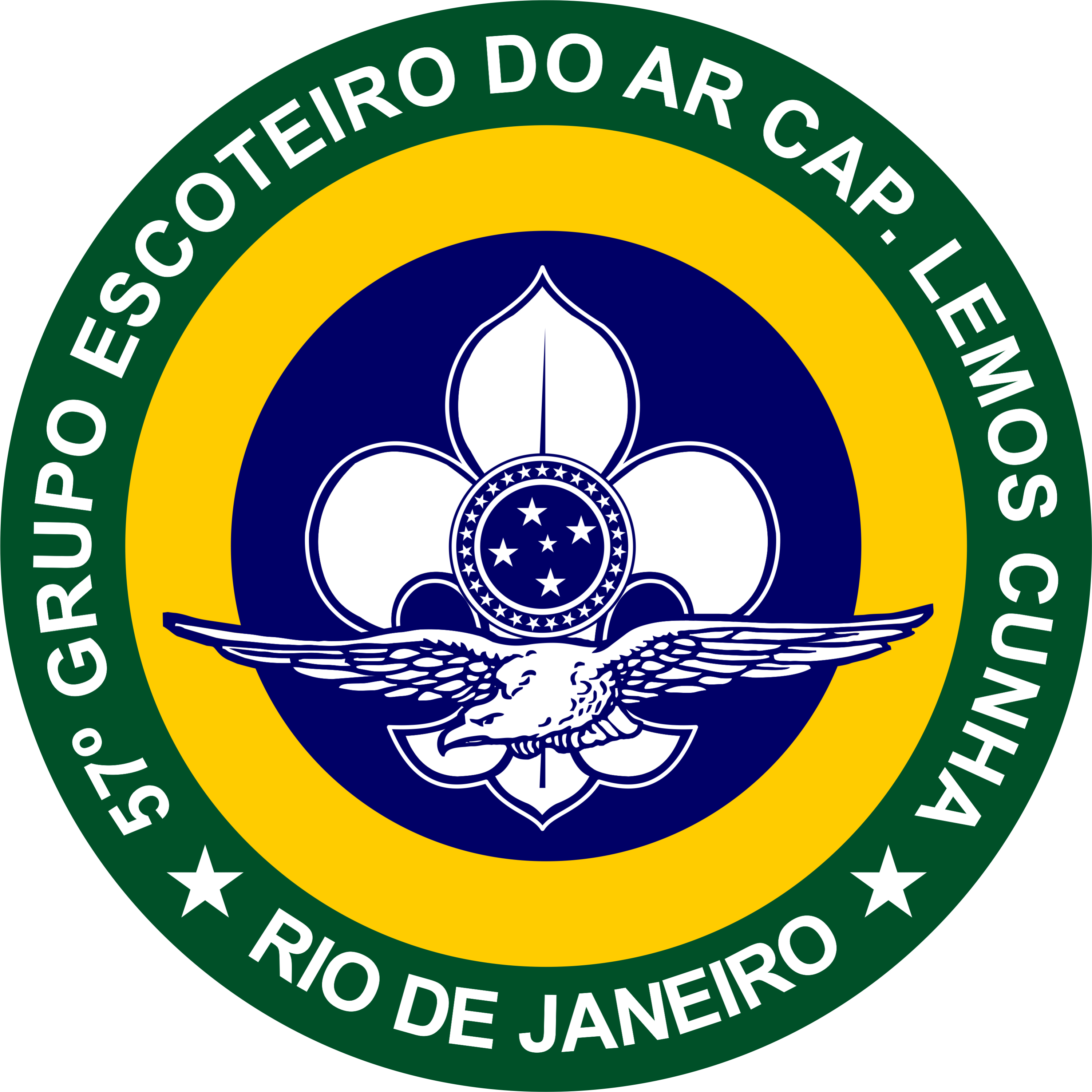
Logo 57º Grupo Escoteiro Capitão Lemos Cunha

O 57º Grupo Escoteiro do Ar Capitão Lemos Cunha foi fundado em 04 de julho de 1964 e têm, como objetivo, seguir o propósito do escotismo, que é formar cidadãos conscientes sobre a vida na sociedade, o amor com o próximo, a educação pensando sempre no bem alheio realizando todos os dias uma boa ação. O 57º Grupo Escoteiro do Ar Capitão Lemos Cunha é um grupo ativo, registrado e está  associado à União dos Escoteiros do Brasil. Aberto aos sábados das 14h00 às 17h00.

## História
O 57º Grupo Escoteiro do Ar: Capitão Lemos Cunha foi fundado em 04 de julho de 1964, pelo padre Hélio de Alencar, que pediu o 1º registro para um novo grupo de escoteiros que se estabelecia no Conselho de Moradores do Morro Tavares Bastos, no bairro da Glória, tendo, como  primeiro nome, "Presidente Kennedy", e ganhando o número 147. Praticava suas reuniões em um local que carinhosamente era chamado de "Ninho dos Urubus".
O lenço tinha a cor branca com 2 listras vermelhas verticais e 3 estrelas brancas. O recém-criado Grupo Escoteiro Presidente Kennedy, com número 147, contava em seu quadro com um diretor, dois chefes escoteiros, seis lobinhos e sete escoteiros, sendo eles: diretor-presidente padre Hélio de Alencar, chefe do grupo escoteiro o senhor Raimundo Alberto Muniz Monteiro, e chefe escoteiro o senhor Alberto da Costa.
A alcateia era composta pelos lobinhos: Róbson Correia de Moraes; Ubson Correia de Moraes; Rafael dos Santos; Francisco Prado Santos; José Laércio Correia Macedo; José Carlos e Saint-Clair Campos.
A tropa era composta pelos escoteiros: Elias Vicente Bastos; Marcos Antônio Lareira; Antônio Jorge dos Santos; Luís Ambrósio Manso; Martins Leandro dos Santos e Ilvimar Pinheiro da Rocha.
Em 16 de setembro de 1965, o Grupo Escoteiro Presidente Kennedy não obteve a renovação de seu registro anual, conforme parecer de Carlos Gusmão de Oliveira Lima, comissário executivo nacional.
Em 20 de março de 1966, deu-se a fundação do Grupo Escoteiro John F. Kennedy, com o número 147. Em 18 de outubro de 1966, foi aprovado e reconhecido o 1º Registro do Grupo Escoteiro John F. Kennedy.
As reuniões ocorriam aos domingos das 8 às 12 horas no colégio Olavo Bilac, situado na Estrada do Cacuia nº 196, em Cacuia, na Ilha do Governador.
As cores do lenço eram: vermelho com barras azuis e brancas. O recém-criado Grupo Escoteiro John F. Kennedy nº 147 teve, como fundadores, os elementos: diretor-presidente João Francisco Thomaz Borges; como chefe do grupo escoteiro o senhor Rubem R. Santos Werlang; como tesoureira a senhora Ludimila Erenkim; como secretário o senhor Nelson Araújo Cardoso; como chefe escoteiro o senhor Gaspar Gonçalves da Silva; como chefe escoteiro o senhor José Roberto Paula Machado e a senhora Tamara Sandra Guimarães.
A alcateia era composta pelos lobinhos: Nelson A. Cardoso Filho; Darly Augusto S. Souza; Alexandre Augusto Furlanetto; Flávio de Mello Filho; Júlio Cesar Araújo; Nilo S. França Ferreira e Eduardo de Olmino Mollica.
A tropa era composta pelos escoteiros: Gilberto Silva Guedes; Jorge Nicolau Erenkim; Antônio Carlos Conceição; Jorge Luiz Seabra do Lago; Luiz Otávio L. Silveira; Plácido F. Ventura; Luiz Eduardo C. P. Vaz; Ricardo R. E. Wagessi; José Rubem Couto Werlang; José Ricardo Iossi Costa; Luiz Alberto Chaves Cerêjo; Maurício Bruno e Mário Vasquez Gaudensi.
No final do ano de 1966, a convite do então diretor do Colégio Cenecista Capitão Lemos Cunha (CNEC), o diretor-presidente do grupo escoteiro João Francisco Thomaz Borges aceitou e providenciou, junto à Direção Nacional Escoteira, a transferência do 147º Grupo Escoteiro Jonh F. Kennedy, na época integrante do 7º Distrito Escoteiro, tendo, como entidade provedora, o Colégio Olavo Bilac, para as dependências do seu novo provedor, onde permaneceu até o início de 1971.
No ano de 1971, o 147º Grupo Escoteiro John F. Kennedy transferiu-se para o Esporte Clube Jardim Guanabara, situado na Praia da Bica, onde permaneceu até meados de 1972.
Em 1972, a pedido do diretor do Colégio Cenecista Capitão Lemos Cunha, o 147º Grupo Escoteiro John F. Kennedy retornou às suas instalações nas dependências e, em atendimento ao solicitado pelo diretor do colégio, mudou de número e o nome, passando neste ano a adotar o número 57º e o nome de Capitão Lemos Cunha, em homenagem ao colégio, seu provedor.
Passando então da modalidade básica para a modalidade do Ar teve mudanças nas cores do lenço: amarelo com frisos verde, branco e azul, com o escudo da Campanha Nacional de Escolas da Comunidade (CNEC).
De 1972 ao final de 1973, o 57º Grupo Escoteiro do Ar: Capitão Lemos Cunha ocupava a parte interna sob as escadarias da recém-inaugurada quadra de futebol de salão, muito antes da construção da grande quadra coberta, até que, no final do ano de 1973, o diretor do Colégio Cenecista Capitão Lemos Cunha cedeu, para o grupo, dois barracões distintos, já existentes junto à área da horta, levantados com o objetivo de serviram como "galinheiro e coelheira", porém tal iniciativa do colégio não deu certo e as instalações estavam se degenerando.
Após o Grupo Escoteiro realizar uma grande reforma nestes barracões, saiu da quadra e foi para novas instalações, aonde até hoje permanece a sede do 57º Grupo Escoteiro do Ar Capitão Lemos Cunha.

## Atualidade
Atualmente, o 57º Grupo Escoteiro do Ar: Capitão Lemos Cunha é um grupo completo, contando com todas as seções. O grupo escoteiro permanece sediado no Colégio Cenecista Capitão Lemos Cunha, funcionando hoje como Faculdade Lemos Cunha. As reuniões escoteiras ocorrem aos sábado sempre das 15 às 17h, geralmente os membros do grupo chegam em torno de 30 a 60 minutos antes do horário inicial e saem do local no mesmo intervalo de tempo, entre 30 a 60 minutos.
O Grupo Escoteiro possui perfil ativos nas redes sociais: Facebook https://www.facebook.com/57gearcapitaolemoscunha e também no Instagram https://www.instagram.com/57gearlemoscunha/, além do seu site https://www.57gearlemoscunha.com.br/
| LOBINHOS   | Meninos e meninas de 7 a 11 anos  |
| ESCOTEIROS | Meninos e meninas de 11 a 15 anos |
| SENIORES   | Rapazes e moças de 15 a 18 anos   |
| PIONEIROS  | Rapazes e moças de 18 a 21 anos   |
| CHEFES     | Adultos a partir dos 21 anos      |

O quadro está composto com um total de 89 elementos.